# ぼくはこのまま帰らない
『ぼくはこのまま帰らない』（ぼくはこのままかえらない）は、内田一奈による日本のBL漫画作品、およびそれを原作としたOVA。

## 概要
1992年10月より連載開始。宙出版のミッシィコミックスより全6巻が刊行されている。1994年6月21日にアニメイトより全1巻のOVAが発売。2006年にはジーダスよりDVDが発売された。

## ストーリー
普通の家庭に育った吉成律朗と、高校を中退し如何わしい仕事をしていた天藤絢は中学校時代からの親友であった。萌子という彼女がいるにもかかわらず、自暴自棄になっている絢を放っておけない律朗は絢の気持ちに応え関係を結んだ。

## 登場人物
吉成 律朗（よしなり りつろう）
声 - 一条和矢
ごく普通の家庭で育った17歳の高校生。萌子という彼女がいるにもかかわらず中学校時代の同級生である天藤絢に恋心を抱く。
天藤 絢（あまふじ けん）
声 - 遠近孝一
律朗と同級生の17歳で、高校を中退し、如何わしい仕事をして家計を生計していた。
小橋 萌子（こはし もえこ）
声 - 永島由子
岩崎 和由（いわさき かずよし）
声 - 田中一成
古川 勝典（ふるかわ かつすけ）
声 - 飛田展男
吉成 奈美（よしなり なみ）
声 - 梶井里慧
絢の母親（けんのははおや）
声 - 吉田美保
店長（てんちょう）
声 - 真地勇志

## スタッフ
- 原作・キャラクター原案 - 内田一奈（アッブル花組連載）
- 企画 - 杉山昭祐
- 監督・絵コンテ - 箕ノ口克己
- 脚本 - 杉原めぐみ
- キャラクターデザイン・作画監督 - 中山由美
- 美術監督 - 廣瀬義憲
- 撮影監督 - 大瀧勝之
- 音楽 - 山本はるきち
- 音響監督 - 藤山房伸、高橋秀雄
- 制作プロデューサー - 川崎とも子
- アニメーション制作 - J.C.STAFF
- 制作 - セイヨー

## 主題歌
「innocence」
作詞 - 内田一奈 / 作曲・編曲・歌 - 山本はるきち

## 商品情報

### DVD
- 僕はこのまま帰らない（1枚組・片面1層・MPEG-2 2006年1月27日発売） JDXA-25606